# San José, Acolman
San José är en ort i Mexiko, tillhörande kommunen Acolman i delstaten Mexiko. San José ligger i den centrala delen av landet och tillhör Mexico Citys storstadsområde. Orten hade 561 invånare vid folkräkningen 2010.